# 1970 у телебаченні
Список 1970 у телебаченні описує події у сфері телебачення, що відбулися 1970 року.

## Події

### Без точних дат
- Початок аналогового мовлення телеканалу «УТ» на 11 ТВК в Ужгороді[1].